# Faro de Cabo Gros
El faro de Cabo Gros (en catalán: Far de Cap Gros) es un faro situado sobre un promontorio en la entrada oeste del puerto de Sóller, en la isla de Mallorca, Islas Baleares, España.

## Historia

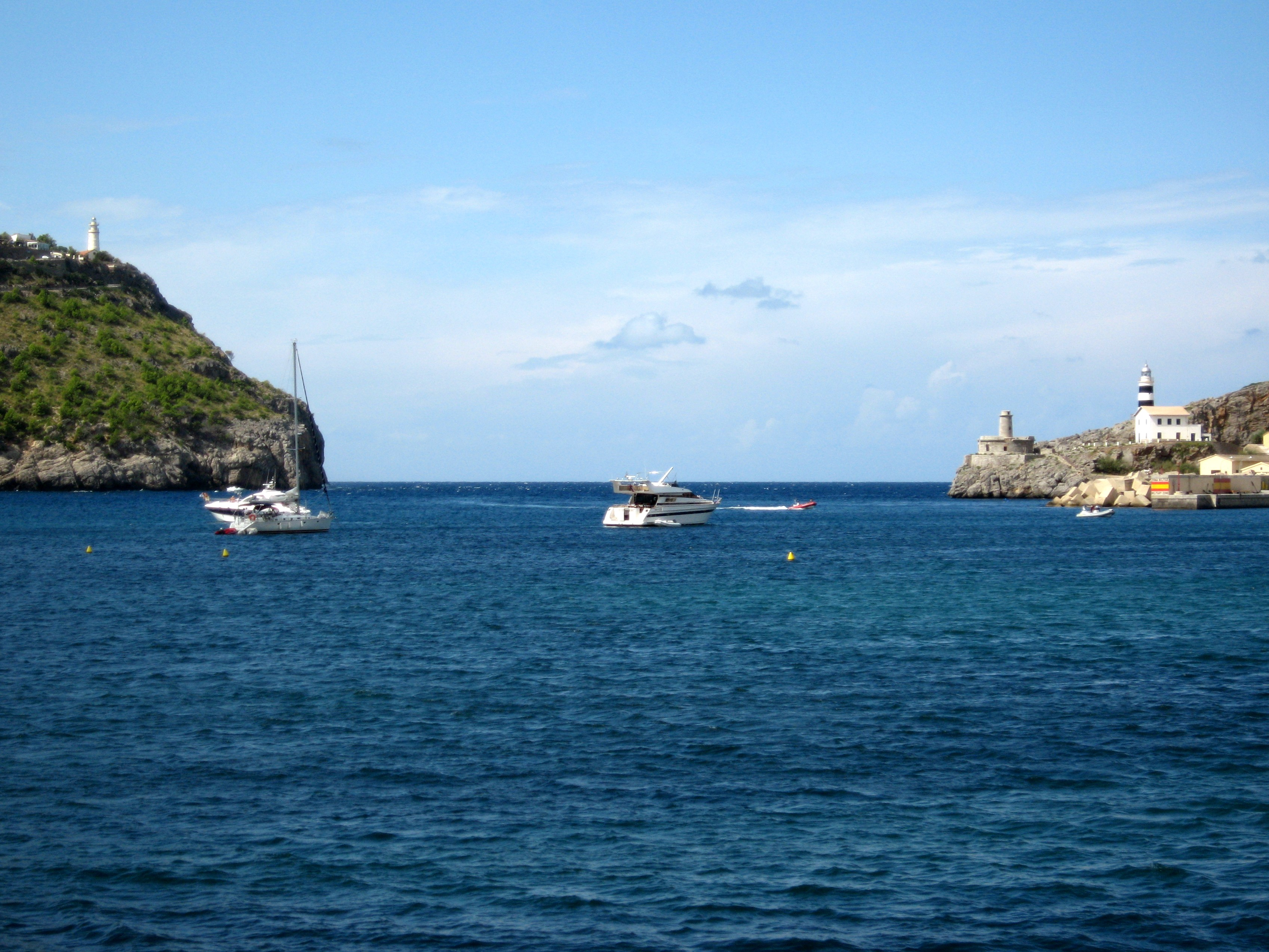
Bocana del puerto natural de Sóller en la que se aprecia a la izquierda el faro de Cabo Gros y a la derecha los faros de Punta de Sa Creu.

Por iniciativa del Ayuntamiento de Sóller, se construyó una torre y un pequeño edificio en 1842 pero no llegaría a iluminarse. Se traspasó al Ministerio de Obras Públicas en 1852 inaugurándose el 20 de febrero de 1859 como faro de 4º orden. La construcción interna de la torre era atípica para la época y carecía de cámara de servicio, por lo que los fareros allí destinados debían realizar sus turnos en la misma linterna. Su primera apariencia fue de luz fija y utilizaba una lámpara moderadora de aceite de oliva, pero algunos años después se sustituyó por una lámpara Maris de 2 mechas.
En 1944 se electrificó el faro pero en abril de 1952 una fuerte descarga eléctrica destruyó la línea eléctrica y se hubo de utilizar la lámpara de socorro, tipo Aladino, hasta agosto de 1963 cuando volvió a ser electrificado su sistema de iluminación. En los años 1970 se implantó una óptica de lámparas de haces sellados, que permaneció en servicio hasta noviembre de 2008. Actualmente cuenta con una óptica acrílica y lámparas de descarga de 400 w.

## Características
El faro emite grupos de tres destellos de luz blanca en un ciclo total de 15 segundos. Sólo es visible en el sector entre 054° y 232°. Su alcance nominal nocturno es de 18 millas náuticas.